# Meesia vagans
Meesia vagans là một loài Rêu trong họ Meesiaceae. Loài này được (Hook. & Wilson) Müll. Hal. mô tả khoa học đầu tiên năm 1848.